# Bilacunaria caspia
Bilacunaria caspia là một loài thực vật có hoa trong họ Hoa tán. Loài này được (DC.) Pimenov & V.N.Tikhom. mô tả khoa học đầu tiên năm 1983.